# Slaget vid Rafia
Slaget vid Rafia ägde rum den 22 juni 217 f.Kr.. Det var vändpunkten i det "fjärde syriska kriget" och det utkämpades mellan Ptolemaios IV Filopator av Egypten och Antiochos III den store av det seleukidiska riket. Det antika Rafia ligger i närheten av dagens Rafah. År 219 f.Kr. hade Antiochos den store invaderat det ptolemeiska riket och avancerat söderut. 218 f.Kr. var så gott som hela Syrien, Fenicien och Palestina ockuperat, nu återstod att ta sig an den egyptiska huvudstyrkan.
Slaget vid Rafia - Ptolemaios hade cirka 70 000 man infanteri, 6 000 kavallerister och 73 krigselefanter (afrikanska elefanter). Antiochos hade cirka 62 000 man infanterister, 6 000 kavallerister och ett 100-tal elefanter (asiatiska elefanter). Vid slagets början gick det tämligen bra för seleukiderna. Deras elefanter drev bort egyptiernas elefanter. Antiochos högra flank med kavalleri lyckades driva bort egyptiernas vänstra. Dock förlorade Antiochos vänstra flygel och fick vika bakåt. Slaget kom att avgöras i egyptisk favör då de stora falangerna möttes på fältet. Det var den nya inhemska egyptiska falangen som här besegrade en klassisk makedonsk falang. Vid de efterföljande fredsunderhandlingarna och som en konsekvens av förlusten i slaget vid Rafia lät Antiochos III släppa i stort sett alla sina nyligen gjorda erövringar.